# شینگو، آئوموری
شینگو (ژاپنی: 新郷村) نام روستایی در منطقهٔ سانوهه از استان آئوموری در ناحیه توهوکو ژاپن است. در سال ۲۰۱۶ میلادی، این روستا، ۲٬۶۸۵ نفر جمعیت داشت و تراکم جمعیت در آن ۱۷٫۸ نفر در هر کیلومترمربع بود. وسعت این روستا ۱۵۰٫۸۵ کیلومتر مربع است و علت شهرت آن، قرارگیری آرامگاه عیسی مسیح در آن، بر اساس افسانه‌های قدیمی است.

## آرامگاه عیسی مسیح

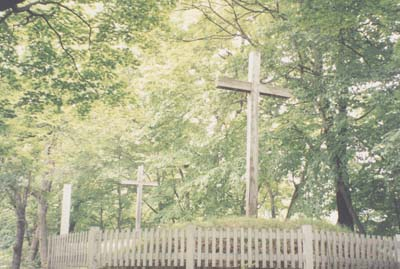
صلیب‌ها، نشان‌دهندهٔ محل دفن هستن. صلیب سمت راست، مقبرهٔ عیسی مسیح است.

روستای شینگو مکانی است که بر اساس برخی عقاید و افسانه‌های قدیمی، آرامگاه ابدی عیسی مسیح در آن قرار دارد و بازماندگانش - خانوادهٔ ساجیرو ساواگوچی - در آنجا زندگی کرده‌اند. بر اساس ادعاهای خانوادهٔ ساواگوچی، عیسی مسیح در گلگتا کشته نشد، بلکه یار نزدیک او «ایسوکیری» را بجایش به صلیب کشیدند و عیسی ناصری از طریق سیبری به ولایت موتسو در شمال ژاپن گریخت. در ژاپن، عیسی در نزدیکی روستای شینگو، به شغل برنج‌کاری مشغول شد، ازدواج کرد و صاحب ۳ دختر شد. او در طی اقامت خود در ژاپن، سفرهای بسیار نمود و سرانجام در سن ۱۰۶ سالگی درگذشت. جسد او به مدت ۴ سال بر فراز تپه‌ای باقی ماند و استخوان‌هایش بعدها بر اساس رسوم آن روزگار، جمع‌آوری شد و در محلی که اینک به عنوان آرامگاه مسیح شناخته می‌شود، دفن شد.
در تپه‌ای دیگر در نزدیکی این آرامگاه، مقبره‌ای وجود دارد که گفتهٔ می‌شود یک «گوش» متعلق به برادر عیسی و یک «دسته مو» متعلق به مریم مقدس، مادر عیسی در آن دفن شده است و اینها، تنها یادگارهایی بوده که عیسی توانسته هنگام فرار با خود بیاورد. این ادعا در سال ۱۹۳۳ میلادی و به دنبال کشف تعدادی مدرک یهودی فرضی دربارهٔ «زندگی و مرگ عیسی مسیح در ژاپن» شکل گرفت که ظاهراً وصیت‌نامه عیسی بود. گفته می‌شود این مدارک پیش از جنگ جهانی دوم توسط مقامات دولتی ژاپن توقیف شده و به توکیو انتقال یافت و پس از آن، دیگر هیچگاه اثری از آنها بدست نیامد.